# Medaglia della Sudetenland
La medaglia della Sudetenland o medaglia in memoria del 1º ottobre 1938, fu una medaglia commemorativa della Germania nazista.

## Descrizione
Istituita il 18 ottobre 1938, la medaglia commemorava l'annessione della Sudetenland alla Germania. Ancora una volta l'abile diplomazia di Hitler era riuscita nell'intento di portare la Sudetenland sotto il controllo tedesco, preparando il terreno all'occupazione della Cecoslovacchia.
La medaglia venne concessa a tutti gli ufficiali tedeschi e sudeti membri della Wehrmacht e delle SS presenti nell'occupazione della Sudetenland. Successivamente la medaglia venne concessa anche a quanti presero parte all'occupazione del rimanente della Cecoslovacchia il 15 marzo 1939.
L'ultima concessione della medaglia venne siglata il 1º dicembre 1939. In totale la medaglia venne concessa in 1.162.617 esemplari di cui 134.563 con la barretta del castello di Praga.

## Insegne
La medaglia si presenta in forme simili alla medaglia dell'Anschluss, differente difatti per la data. Essa venne disegnata dal professor Richard Klein.
Il diritto della medaglia rappresentava simbolicamente l'annessione dell'Austria alla Germania: un uomo che porta la bandiera nazista viene raggiunto da un secondo uomo che ha le catene spezzate ai polsi, simbolo dell'Austria simbolicamente liberata dalla Germania. Sul retro si trovava l'iscrizione "1. Oktober 1938" (1º ottobre 1938), data dell'annessione della Sudetenland; la data è circondata dalla scritta "Ein Volk, Ein Reich, Ein Führer" ("Un popolo, un reich, un capo").
Il nastro è nero con una fascia rossa al centro e una bianca laterale per parte, i colori appunto della Sudetenland.

## Barretta del Castello di Praga

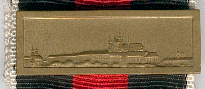
La barretta del Castello di Praga

Per quanti avessero partecipato sia all'occupazione della Sudetenland sia all'annessione di Boemia e Moravia il 15 marzo 1939, venne prevista una barretta bronzea da apporre sul nastro (Spange Prager Burg in tedesco) approvata il 1º maggio 1939. Questa barretta raffigurava il Castello di Praga.